# Edition Kunst der Comics
Edition Kunst der Comics war ein deutscher Comicverlag, der von 1988 bis 2000 bestand.
Der Verlag wurde 1988 von Alpha-Comic Verlagsleiter Achim Schnurrer zusammen mit Ilse Achatz und Hörb Schröppel in Heroldsbach (Oberfranken) gegründet. Im Vergleich zu Alpha sollten hier kleinere Auflagen und Sonderformate gefördert werden, auch gab es Einzelalben, künstlerische und/oder erotische Werke im Programm. Mit dem Umzug 1993 nach Sonneberg (Thüringen) kam es zu Problemen, da die Verlage Alpha und die Edition verklagt wurden. Grund war der Verdacht der Verbreitung gewaltverherrlichender Schriften. 2001 gingen beide Verlage in Konkurs.

## Veröffentlichte Künstler (Auswahl)
Guido Sieber, Lorenzo Mattotti, Ralf König, Scott McCloud, Bernd Pfarr, Ptiluc, Masashi Tanaka, Milo Manara, François Boucq, Ted Benoît, Édika, Alejandro Jodorowsky, Harm Bengen, Paolo Bacilieri, Richard Corben, Charles Burns, Andreas Martens, Paolo Eleuteri Serpieri